# هشام بن الحكم الكوفي
هشام بن الحكم الكندي من أعلام الشيعة في القرن الثاني الهجري، ومن رواة الحديث ومتكلمي الشيعة، وهو من أصحاب جعفر الصادق وموسى الكاظم وقد روى عنهما أحاديث، وتعلم علم الكيمياء على يد جعفر الصادق ، وكان يعمل بالتجارة.

## نسبه ونشأته
هو أبو محمد هشام بن الحكم ، مولى بني شيبان ، كوفي الأصل، انتقل إلى بغداد ، توفي بعد نكبة البرامكة، وقيل في عهد المأمون.

## أقوال العلماء فيه

### ائمة الشيعة
- الإمام جعفر الصادق: «هشام بن الحكم رائد حقنا وسائق قولنا المؤيّد لصدقنا والدافع لباطل اعدائنا من تبعه وتبع أثره تبعنا ومن خالفه والحد فيه فقد عادانا وألحد فينا».[7]وقال:«ناصرنا بقلبه ولسانه و يده»[8] وقال:«يا هِشام لا تزال مؤيّداً بروح القدس ما نصرتنا بلسانك»[9] وقال أبو هاشم داود بن قاسم الجعفري:«قلت لأبي جعفر محمد بن علي الباقر: ما تقول جعلت فداك في هشام بن الحكم؟ فقال: رحمه الله ما كان أذبه عن هذه الناحية».[10]
- الإمام علي الرضا:«رحمه الله، كان عبداً ناصحاً، أُوذي من قبل أصحابه حسداً منهم له»[11]

### علماء الشيعة
- ابن شهر آشوب: «كان ممن فتق الكلام في الإمامة، وهذب المذهب بالنظر».[7]
- النجاشي: «كان ثقة في الروايات، حسن التحقيق بهذا الامر».[12]
- الطوسي:«كان من خواص سيّدنا ومولانا موسى بن جعفر(عليهما السلام)».[13]
- المفيد:«من الأعلام الرؤساء، المأخوذ عنهم الحلال والحرام، والفتيا والأحكام، الذين لا مطعن عليهم، ولا طريق إلى ذم واحد منهم».[14]
- الحلي:«وهذا الرجل عندي عظيم الشأن رفيع المنزلة»[15]

### علماء أهل السنة
- ابن حجر العسقلاني:«شيخ الرافضة هشام بن الحكم».[16]

- ابن تيمية:«هشام بن الحكم مولى كندة، نشأ في أحضان أبي شاكر الديصاني الزنديق، وكان من غلمانه، ومن بيئة أبي شاكر رضع أفاويق الالحاد والزندقة والتجسيم»[17]

## مناظراته
كان لهشام مناظرات مع رؤساء الفرق والمذاهب منها:
- (حوار بين هشام وعمرو بن عبيد المعتزلي في وجوب نصب الإمام)
- ـ قال هشام: دخلت البصرة يوم الجمعة فأتيت مسجدها، فإذا انا بحلقة كبيرة فيها عمرو بن عبيد، والناس يسألونه، فاستفرجت الناس فافرجوا لي
- ـ قلت: أيّها العالِم إنّي غريب تأذن لي في مسألة؟ فقال لي: نعم.
- ـ فقلت له: ألك عين؟ فقال لي: يا بني ايّ شيء هذا من السؤال، وشيء تراه كيف تسأل عنه؟
- ـ فقلت: هكذا مسألتي. فقال: يا بني سل وان كانت مسألتك حمقاء. قلت: أجبني فيها. قال: سل.
- ـ قلت ألك عين؟ قال: نعم، قلت: فما تصنع بها؟ قال: أرى بها الألوان والأشخاص. قلت: ألك انف؟ قال: نعم. قلت: فما تصنع به؟ قال: أشمّ به الرائحة . قلت: ألك فم؟ قال: نعم، قلت: فما تصنع به؟ قال: اذوق به الطعم. قلت: فلك اُذن؟ قال: نعم، قلت: فما تصنع بها؟ قال: اسمع بها الصوت.
- قلت ألك قلب؟ قال: نعم، قلت: فما تصنع به؟
- ـ قال: أميّز به كلّ ما ورد على هذه الجوارح والحواس.
- ـ قلت: أو ليس في هذه الجوارح غنى عن القلب؟ قال: لا.
- ـ قلت: وكيف ذلك وهي صحيحة سليمة؟
- ـ قال: يا بنيّ إنّ الجوارح إذا شكّت في شيء شمّته، أو رأته، أو ذاقته، أو سمعته ردّته إلى القلب، فيستقين اليقين ويبطل الشك.
- ـ قال هشام: فقلت له: فإنّما أقام الله القلب لشكّ الجوارح؟
- ـ قال: نعم. قلت لابدّ للقلب، وإلاّ لم تستيقن الجوارح؟ قال: نعم.
- فقلت له: يا أبا مروان، فالله تبارك وتعالى لم يترك جوارحك حتى جعل لها إماماً يصحّ لها الصحيح، وتتيقّن به ما شككتَ فيه، ويترك هذا الخلق كلّهم في حيرتهم وشكّهم واختلافهم، لا يقيم لهم إماماً يردّون إليه شكّهم وحيرتهم، ويقيم لك إماماً لجوارحك تردّ إليه حيرتك وشكّك؟ فسكت...
- ـ قال هشام: ثمّ ضمّني إليه، وأقعدني في مجلسه، وما نطق حتى قمت.[18]

## مؤلفاته
- الردّ على من قال بإمامة المفضول.
- الردّ على الزنادقة.
- الردّ على أرسطاطاليس في التوحيد.
- الردّ على المعتزلة في طلحة والزبير.
- الردّ على شيطان الطاق.(1)
- الردّ على أصحاب الاثنين.
- الردّ على هشام الجواليقي.
- الردّ على أصحاب الطبايع.
- الوصية والردّ على من أنكرها.
- اختلاف الناس في الإمامة.
- المجالس في الإمامة
- الدلالات على حدوث الأشياء.
- الثمانية الابواب.
- الإمامة.
- التوحيد.
- الجبر والقدر.
- الحكمين.
- الاستطاعة.
- الميدان.
- الأخبار.
- الألفاظ.
- المعرفة.
- الميزان.
- التدبير.
- الشيخ والغلام.[19]

## من الكتب التي أُلِّفَتْ حول هشام وآرائه
- المنحى الكلامي عند هشام بن الحكم، وأثره في الفكر الإسلامي لدكتور محمد خضر نبها
- مسند هشام بن الحكم